# Toshiko Kowada
Toshiko Kowada (jap. 小和田敏子 Kowada Toshiko); ur. 1949 – japońska tenisistka stołowa, dwukrotna mistrzyni świata. 
Jest czterokrotną medalistką mistrzostw świata. Największy sukces odniosła w 1969 w Monachium zostając mistrzynią świata w grze pojedynczej i zdobywając brązowe medale w grze mieszanej i drużynowo. Jest dwukrotną mistrzynią Azji z 1970 roku (w grze pojedynczej i mieszanej).
Mimo uchwytu piórkowego, szybko i skutecznie uderzała bekhendem, wyróżniała się różnorodnym serwisem, miała opinię wybitnej specjalistki w grze obronnej. Toshiko Kowada jest ostatnią Japonką, zdobywczynią tytułu mistrzyni świata w grze pojedynczej.